# ЮМЗ-6
ЮМЗ-6 — серия универсальных колёсных тракторов сельскохозяйственного и промышленного назначения, выпускавшихся Южным машиностроительным заводом c 1970 по 2001 годы в нескольких различных модификациях.

## История
Трактор ЮМЗ-6 создан на базе трактора МТЗ-5, выпускавшегося на Южном машиностроительном заводе с 1958 года. Первый экземпляр машины выпущен в 1966 году. Трактор ЮМЗ-6 в большей степени сохранил преемственность конструкции трактора МТЗ-5, нежели МТЗ-50.

## Модификации

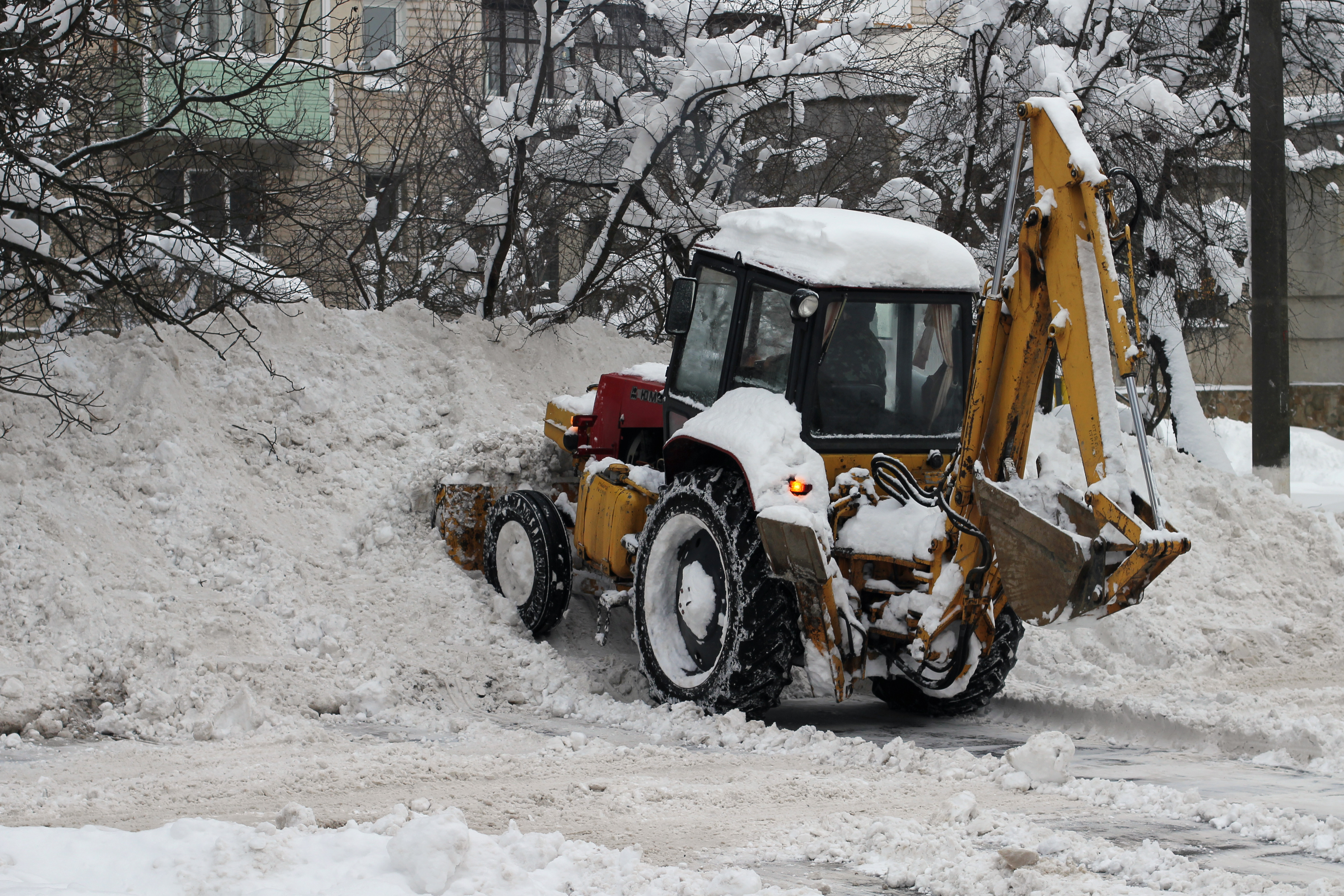
ЮМЗ-6АКМ 40 на расчистке снега

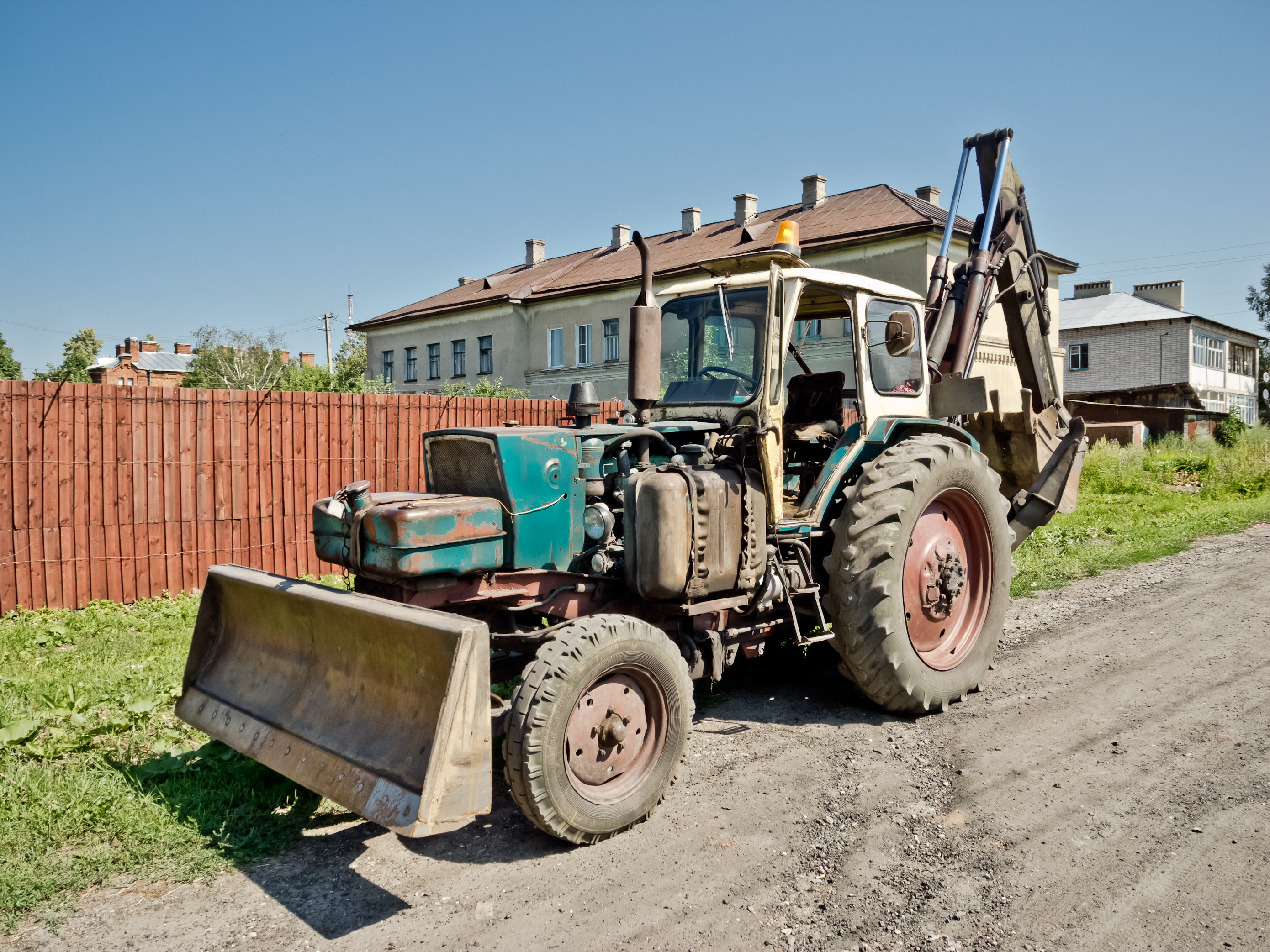
ЮМЗ-6 с кабиной устанавливавшейся с 1970 по 1986 годы.

В семействе тракторов ЮМЗ-6 существовали, помимо прототипов, четыре модификации:
- ЮМЗ-6 (1970-1978)
- ЮМЗ-6А (1978-1986)
- ЮМЗ-6К (1986-1993)
- ЮМЗ-6АК (1993-2001)

Кроме того, буквами "Л" и "М" обозначались модификации, отличающиеся способом запуска дизеля: Л — пусковым двигателем, М — электростартером.

### ЮМЗ-6Л (М)
Тракторы первой серии, во многом повторяющие конструкцию МТЗ-5. На этих тракторах устанавливались капоты со скругленной решёткой радиатора.

### ЮМЗ-6АЛ (АМ)
Тракторы получили регулируемую по высоте и углу наклона рулевую стойку, видоизмененную панель приборов в кабине, новый прямоугольный капот, а также изменения в механизмах тормоза.

### ЮМЗ-6КЛ (КМ)
Промышленная модификация трактора ЮМЗ-6А, отличающаяся отсутствием задней сельскохозяйственной навесной системы и имеющие места крепления для рабочего оборудования экскаватора и бульдозера. После снятия ЮМЗ-6А с производства модель ЮМЗ-6К, ставшая базовой, получила и сельскохозяйственную модификацию. Получил новую кабину с улучшенной обзорностью.

### ЮМЗ-6АКЛ (АКМ)
Выпускался с 1978 года. Получил новую гидравлическую систему с силовым и позиционным регулятором.

## Конструкция
Тракторы ЮМЗ-6 имеют классическую полурамную компоновку. В несущий остов входят корпус трансмиссии, корпус муфты сцепления, полурама. На полураме установлен двигатель, передний мост.
- Двигатель четырехтактный дизель, без турбонаддува 
  - Д-65 мощностью 60 л.с, рабочим объемом 4,94 л.
  - Д242-71 мощностью 62 л.с. рабочим объемом 4,75 л.
- Номинальная частота вращения 1800 об/мин.
- Муфта сцепления сухого типа, двухпоточная.
- Коробка передач с подвижными шестернями пятиступенчатая. На части тракторов установлен редуктор-удвоитель числа передач.
- Задний мост с механической блокировкой дифференциала.
- Масса машины 3400, 3700, 3900 кг.

## Основные отличия тракторов ЮМЗ-6 и МТЗ-50 (МТЗ-80)
Тракторы МТЗ-50 (МТЗ-80) и ЮМЗ-6 принадлежат к одному семейству «Беларусь» и являются развитием одной базовой модели - МТЗ-5. Их конструкция имеет много одинаковых решений и взаимозаменяемых деталей, но исполнение ряда узлов и агрегатов существенно отличается:
| Узел                             | МТЗ-50 (МТЗ-80)                                                                     | ЮМЗ-6                                   |
| -------------------------------- | ----------------------------------------------------------------------------------- | --------------------------------------- |
| Передний мост                    | Портальный с пружинной подвеской колёс                                              | Портальный с жёсткой подвеской колёс    |
| Муфта сцепления                  | Однопоточная                                                                        | Двухпоточная                            |
| Управление КПП и редуктором      | Двумя рычагами                                                                      | Одним рычагом                           |
| Привод ВОМ                       | Переключаемый: двухскоростной независимый или синхронный                            | Двухскоростной полунезависимый          |
| Гидронавесная система            | Раздельно-агрегатная с автоматическим регулированием глубины пахоты и сцепного веса | Раздельно-агрегатная без автоматизации  |
| Регулирование колеи задних колёс | Плавное                                                                             | Плавное                                 |
| Рулевая колонка                  | Нерегулируемая (для МТЗ-80 регулируемая по высоте и углу установки)                 | Регулируемая по высоте и углу установки |